# Cardeñuela Riopico
Cardeñuela Riopico es una localidad y un municipio situados en la provincia de Burgos, Castilla y León, en la comunidad autónoma de Castilla y León (España), comarca de Alfoz de Burgos, partido judicial de Burgos, cabecera del ayuntamiento de su nombre

## Geografía e hidrografía
Tiene un área de 11,3 km² y comprende la localidad de Villalval.
Por el centro del pueblo discurre el río Pico.

## Historia
Lugar que formaba parte, del Alfoz y Jurisdicción de Burgos en el partido de Burgos, uno de los catorce que formaban la Intendencia de Burgos durante el periodo comprendido entre 1785 y 1833, tal como se recoge en el Censo de Floridablanca de 1787. Tenía jurisdicción de abadengo, dependiente del Monasterio de Benitos de Cardeña, con alcalde pedáneo.
Así se describe a Cardeñuela Riopico en el tomo V del Diccionario geográfico-estadístico-histórico de España y sus posesiones de Ultramar, obra impulsada por Pascual Madoz a mediados del siglo XIX:

Lugar con ayuntamiento en la provincia, partido judicial, diócesis, audiencia territorial y capitanía general de Burgos (1 ½ legua). Situado en un vallecito cerrado por dos cuestas que le resguardan de los vientos del N y O; el clima es bastante húmedo con especialidad en el invierno, y las enfermedades más comunes las producidas por el cambio de las estaciones. Tiene unas 30 casas, la consistorial, una iglesia parroquial dedicada a Santa Eulalia, servida por un cura párroco, y aguas muy gruesas para el consumo de los habitantes. El término confina con los de los pueblos de Quintanilla, Orbaneja de los Infanzones, y Villalbal. El terreno es de mediana clase y lo baña el riachuelo llamado Rio-pico que nace muy inmediato a la población en una pradera de pastos. Producciones: cereales, pocas legumbres, lino de mala calidad y ganado lanar basto. Población: 24 vecinos, 77 almas. Capital productivo: 449.510 reales. Imponible: 50.544. Contribución: 2.235 reales 5 maravedíes.
Diccionario geográfico-estadístico-histórico de España y sus posesiones de Ultramar

## Demografía
Cardeñuela Riopico cuenta con una población de 111 habitantes (INE 2024).
| Gráfica de evolución demográfica de Cardeñuela Riopico entre 1842 y 2021 |
| |
| Población de derecho según los censos de población del INE. Población de hecho según los censos de población del INE.Entre el censo de 1857 y el anterior, crece el término del municipio porque incorpora a Villalval. |

El progresivo aumento de población que Cardeñuela Riopico vivió durante el siglo XIX cambió a partir de la década de 1920, cuando se inició el proceso de pérdida de población que casi todos los pueblos españoles experimentaron a mediados del siglo XX. Esta tendencia descendente marcó un registro mínimo de 70 habitantes censados en 1991. Desde entonces, gracias a su cercanía a Burgos, el municipio ha visto duplicada su población en el periodo comprendido entre 1991 y 2011.

## Monumentos y lugares de interés
La iglesia de Santa Eulalia de Mérida tiene un importante retablo de Felipe de Vigarny completamente restaurado en 2021.